# Hoang Thi Than
Hoàng Thị Thân, née en 1944 à Phú Cường (Thủ Dâù Một, Viêt Nam du Sud), est la première diplômée du Département de Génie géologique de l’Université Laval (Québec, Canada), première femme vietnamienne ingénieur géologue et archéologue. Elle est aussi boat-people.

## Biographie

### 1950-1979
De père originaire de Hải Dương (Viet Nam du Nord), de mère de Nghệ An (Viet Nam du Centre), Hoàng T.T. grandit à Saigon (Hô Chi Minh Ville), et fait ses études à l’école primaire de Da Kao et au lycée Gia Long (actuellement Nguyễn thị Minh Khai), ces écoles sont réservées aux filles. En 1964, après avoir passé les bacs I et II, elle entre en première année de l’école politico-business (Chính trị Kinh doanh), nouvellement fondée à l’Université de Đà Lạt (300 km nord-est de Saigon).
En 1965, elle obtient une bourse attribuée par le Gouvernement canadien et choisit la géologie parmi les matières proposées (chimie, électricité, géologie, mécanique). À l’Université Laval (Québec), il n’y a que le génie géologique. Elle s'y trouve seule avec 12 autres jeunes garçons, à cela s’ajoutent un programme d’étude très chargé, et des difficultés liées aux langues étrangères (français et anglais à la fois). La loi minière canadienne de l’époque l’écarte de toute visite et stage dans les mines. Après quatre ans d’étude, elle est la première diplômée du Département de génie géologique
Juin 1969, Hoàng T. T. rentre au Viêt Nam et trois mois plus tard elle commence à travailler au Service géologique de Saigon, qui dépend du Ministère de l’économie de l’époque. Dans ce service, il y a deux experts géologues français, l’un la conduit sur le terrain et lui apprend la géologie du pays, l’autre lui transmet ses expériences dans l’étude de minéraux par rayons X. Le premier, Dr Henri Fontaine devient, de 1971 à 1973, directeur de sa thèse de docteur ingénieur qui est consacrée à l’étude des argiles du Viêt Nam méridional et ses emplois industriels et à l’histoire des services géologiques de l’Indochine (1898-1953) et de la République du Viêt Nam (1953-1973). De nombreux petits gisements, surtout ceux du kaolin, ont été exploités depuis longtemps pour la fabrication des objets céramiques, de briques et de tuiles. Du point de vue minéralogique, ces argiles sont méconnues. À l’aide d’un diffractomètre par rayons X, elle étudie une centaine d’échantillons d’argiles d’origines diverses : le kaolin provenant des alluvions du Quaternaire ancien (Province de Bình Dương, région de Biên Hoà), des argiles des alluvions récentes (différentes localités entre le Mékong et le Đồng Nai), ou de l’altération de granite, de rhyolite et de schiste de la région de Đà Lạt (Province de Lâm Đồng) . En même temps, elle signale pour la première fois au Viêt Nam la présence de la bentonite qui se trouve sous une couverture de terre rouge basaltique à Di-Linh (Province de Lâm Đồng) . Cette argile d’origine volcano-lacustre a été signalée sans être étudiée par Edmond Saurin . En 1974, elle découvre la même bentonite dans les régions de Bảo Lộc (Province de Lâm Đồng) (mélangée avec des débris de lignite) et début 1975 dans la région de Tuy Hoà  (Province de Khánh Hòa). L’étude de ces échantillons n’a pu être publiée en raison des évènements politiques.
Hoàng T. T. accompagne souvent Dr H. Fontaine dans ses recherches archéologiques. En 1971, ils découvrent et fouillent un champ de jarres funéraires à Phú Hoà (Province de Đồng Nai) ,. Daté d'environ 2500 ans avant le présent, ce site appartient à la culture de Sa Huynh. L’étude de ce site lui permet d’être la première archéologue vietnamienne . En 1974, la Direction générale de Pétrole-Gaz et Matières minérales (Tổng cục Dâù Khí và Khoáng sản) se crée et se divise en plusieurs départements dont le Centre de recherche géologique (ancien Service géologique) qui comprend trois nouveaux services : recherche, laboratoire chimique, bibliothèque & musée géologique. Elle est contrainte d’accepter d’être chef du dernier (bibliothèque & musée géologique) tout en conservant son laboratoire de rayons X et son travail de recherche. Entre 1972 et 1974, elle donne quelques cours à deux universités de Huế (à 700 km au nord-est de Saigon) et de Cần Thơ (à 150 km au sud-ouest de Saigon).
Le 1er mai 1975, les communistes prennent le pouvoir au Viêt Nam du Sud. Hoàng T.T. participe aux balayages des rues et au nettoyage du marché de Tân Định près de chez elle. Tous les anciens fonctionnaires et militaires, doivent suivre des cours de rééducation politique dont la durée varie de trois ou dix jours sur place, à un mois dans les camps. Cette dernière durée est réservée aux anciens chefs de service, directeurs…et officiers. Étant ancienne chef de service, elle doit partir aux camps pour théoriquement un mois (en réalité cette durée est indéterminée). À la veille de son départ, sans aucune explication elle est autorisée à rester et à suivre trois jours de cours politique. Pendant quatre ans, hormis une dizaine de sorties sur le terrain en accompagnant des nouveaux collègues géologues et archéologues venant du nord, elle ne reçoit aucun travail officiel.

### 1979-2009
Début mai 1979, saisissant une place sur un bateau dont le départ est imminent, avec l’accord de sa mère, elle part avec un tout petit sac. Quelques jours plus tard, son bateau arrive au sud de la Malaisie (Kota Tinggi). Elle tient le rôle d’interprète et est élue leader de son bateau et de tous les boat-people du camp qui comptent au total un millier. Après un mois et demi, tous ces boat-people sont transférés à un autre camp à Mersing, où ils sont plus de 3000 entassés dans un ancien terrain de football. Un jour, la moitié du camp est rejetée en mer, tout le monde vit dans l’angoisse. Juillet 1979, une délégation française (la seule délégation étrangère car ce camp, comme le précédent, n’est pas connu par le Haut Commissariat des Nations unies pour les Réfugiés, HCR) arrive au camp pour chercher ceux qui ont un certificat d’hébergement en France et ceux qui sont mineurs isolés (leurs parents restant au Viet Nam). Comme tous les autres leaders de bateau, elle doit leur présenter ceux qu’ils cherchent. Les deux délégués français lui disent qu'ils regrettent de ne pas pouvoir la prendre car elle n'a pas de certificat d'hébergement. Pourtant, elle n'a rien demandé ! Deux jours plus tard, la délégation française revient au camp. À sa grande surprise, ces français lui proposent de l’emmener en France. Elle accepte leur proposition bien qu’elle souhaite intérieurement revenir au Canada ou rejoindre ses frères aux États-Unis.
Le 31 août 1979, Hoàng T. T. débarque sur Paris avec son tout petit sac, les tongs aux pieds et un billet de 20 dollars américains qu’un officier malais lui a offert. Pendant un mois, elle est accueillie dans un centre de réfugiés au 20e arrondissement de Paris. Elle apprend qu'elle fait partie des centaines de boat people que le maire de Paris Jacques Chirac (futur Président de la République Française 1995-2007) a souhaité faire venir en France. Chaque boat-people reçoit une pièce de 50 francs toute neuve en argent comme cadeau de bienvenue. Un mois plus tard, le centre est fermé. Une famille parisienne lui offre une petite chambre. Octobre 1979, obtenant une bourse de l’Université de Paris (Sorbonne) pour faire une thèse, elle joint l’Institut de géologie Albert de Lapparent (Institut catholique de Paris) et remet en marche le laboratoire de rayons X. Acceptant le premier offre d'emploi, le 10 mars 1980, elle entre au Groupe Cogéma (devenu Areva en septembre 2001). La France et le Canada ne reconnaissent pas mutuellement leurs diplômes jusqu'à ce que Dominique de Villepin (premier ministre français 2005-2007) signe un accord avec le Gouvernement canadien. Ceci ne s’applique heureusement pas dans les grandes entreprises françaises avant cet accord. Hoàng T.T. est donc embauchée avec qualification d'ingénieur au poste de géologue documentaliste responsable d’une revue de presse hebdomadaire spécialisée dans le secteur minier pour le Service de Diversification ; elle devient plus tard analyste de marché des métaux du Service d’Étude économique, et enfin chargée de mission à la Direction de Stratégie financière et d’Étude économique. Elle y réalise plusieurs rapports d'étude sur différents sujets.

### Depuis 2009
A la retraite, elle consacre son temps à la recherche en collaboration avec son ancien directeur de thèse, Dr Henri Fontaine, et quelques géologues français et thaïs. De cette collaboration, une dizaine d'articles sur la géologie de Thaïlande a été publié.